# SA des Automobiles Rossel
SA des Automobiles Rossel est un constructeur automobile français.

## Production

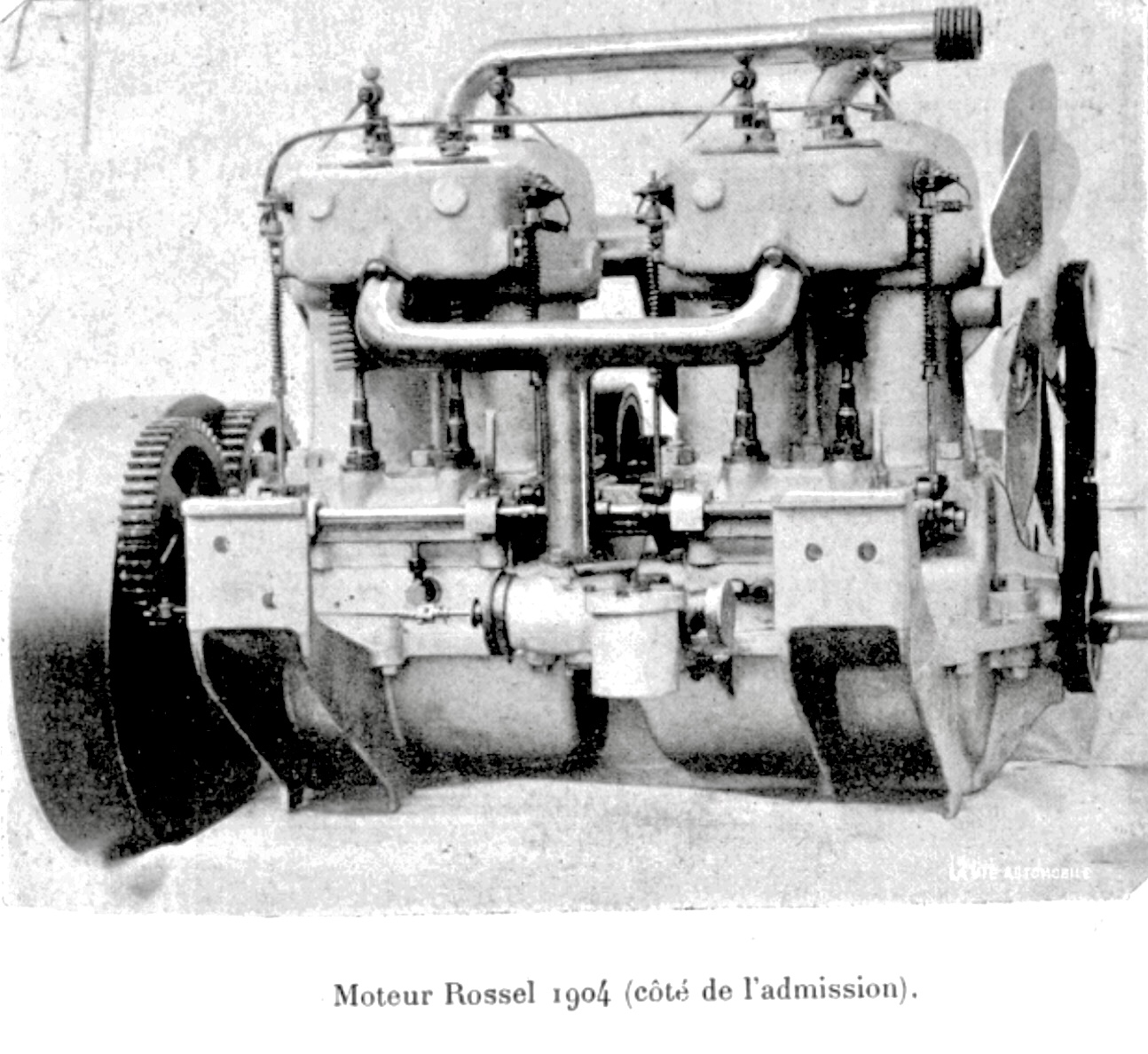
Moteur Rossel 24 CV 3957 cm³ quatre cylindres, alésage 108 mm, course 108 mm.

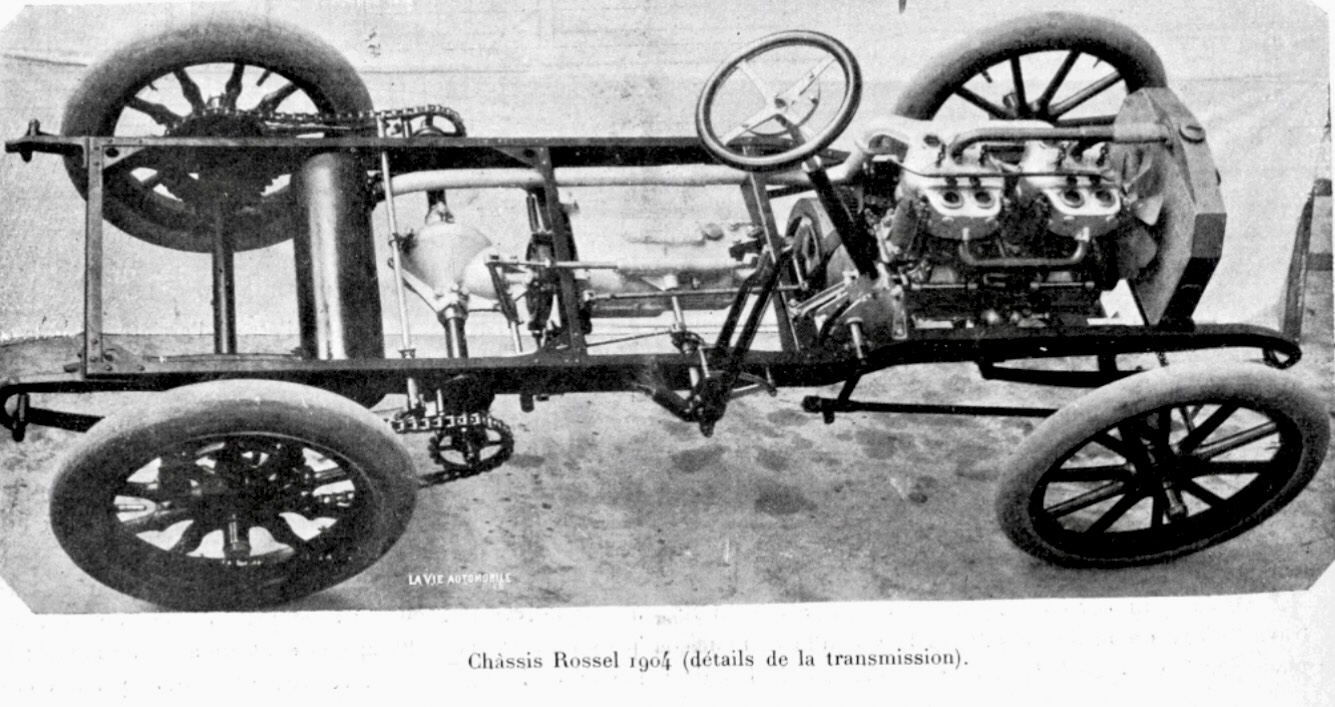
Chassis Rossel 24 CV (1903).

L’entreprise basée à Montbéliard a commencé à produire des automobiles en 1903. Rossel avait une succursale aux États-Unis à New York. La société s’appelait The Rossel Company of America .

La Rossel 24CV, qui a été produite dans l’usine automobile inaugurée en juillet 1903, pourrait être assimilée à une « Mercedes française » en raison de sa haute qualité. Le véhicule avec le moteur à paires de cylindres doubles avait un allumage par magnéto. La voiture avait une boîte de vitesses à quatre rapports avec marche arrière .
Modèles décrits dans le catalogue de 1907
- Châssis 22-26 HP 4 cylindres [4]

4181 cm³ avec un alésage de 110 mm et une course de 110 mm.
- Châssis 28-35 HP 4 cylindres

4976 cm³ avec alésage de 120 mm et course de 110 mm.
- Châssis 40-50 HP 4 cylindres
- Châssis 60 HP 4 cylindres
- Châssis 30-40, 40-50 & 60-80 HP 6 cylindres

Modèles décrits dans le catalogue de 1908
- Châssis 16-20 & 22-26 HP 4 cylindres

Le prix de vente était de 11800 francs (16/20 HP).
Le prix de vente était de 14200 francs (22/26 HP)
- Châssis 28-35 & 40-50 HP 4 cylindres

Le prix de vente était de 16000 francs (28/35 HP).
Le prix de vente était de 18500 francs (40/50 HP)
- Châssis 30-40, 40-50 & 60-80 HP 6 cylindres

Le prix de vente était de 27000 francs (60/80 HP) .
Modèles listés décrits sur le catalogue de 1914
- Type Docteur 10-12 HP
- Type 16 HP
- Type 18 HP Luxe
- Type 18 HP Taxi Russe